# Ахмалетдинов, Фазульян Фазлыевич
Фазулья́н Фазлыевич Ахмалетди́нов (15 апреля 1918 — 29 апреля 1979) — участник советско-финской и Великой Отечественной войн, в годы Великой Отечественной — командир отделения разведки 9-й отдельной разведывательной роты 11-я гвардейской стрелковой дивизии 16-го гвардейского стрелкового корпуса 11-й гвардейской армии 3-го Белорусского фронта, Герой Советского Союза (24.03.1945), гвардии старший сержант.

## Биография
Родился 15 апреля 1918 года в деревне Ахметово ныне село Кушнаренковского района Башкирии. Татарин. Образование неполное среднее. Член ВКП(б) с 1944 года. Работал в колхозе.
В Красную армию призван в сентябре 1938 года Кушнаренковским райвоенкоматом. Участник советско-финской войны 1939—1940 годов.
На фронте Великой Отечественной войны с 22 июня 1941 года. Гвардии старший сержант Ф. Ф. Ахмалетдинов особо отличился 13 июля 1944 года при захвате и удержании плацдарма на западном берегу реки Неман в районе города Алитус (Литва). Ахмалетдинову была поставлена задача первым переправиться на берег, занятый противником, и разведать живую силу и огневые средства противника. При ведении разведки Ахмалетдинов неожиданно столкнулся с группой противника численностью в 22 человека. Приняв неравный бой, отважный разведчик уничтожил гранатами девятнадцать немцев. Оставшиеся в живых трое немцев бросились бежать, но Ахмалетдинов сумел догнать одного из них и взять в плен. Захваченный пленный дал ценные показания.
Звание Героя Советского Союза с вручением ордена Ленина и медали «Золотая Звезда» (№ 7230) Фазульяну Фазлыевичу Ахмалетдинову присвоено 24 марта 1945 года.
После войны Ф. Ф. Ахмалетдинов вернулся на родину и до пенсии работал заместителем директора Ахметовской средней школы. Умер 29 апреля 1979 года.

## Награды
- Медаль «Золотая Звезда» Героя Советского Союза (№ 7230)[1]
- Орден Ленина
- Два ордена Отечественной войны I степени (01.07.1944)[2]
- Орден Красной Звезды (06.01.1944)[3]
- Медали, в том числе:
  - Медаль «За отвагу» (31.08.1943)[4]
  - Медаль «За победу над Германией в Великой Отечественной войне 1941—1945 гг.»
  - Юбилейная медаль «Двадцать лет Победы в Великой Отечественной войне 1941—1945 гг.»
  - Юбилейная медаль «Тридцать лет Победы в Великой Отечественной войне 1941—1945 гг.»

## Память
- Похоронен в селе Ахметово.